# Японська писемність
Японська писемність
Ієрогліфи 漢字
Абетка 仮名
- Хіраґана 平仮名
- Катакана 片仮名
- Манйоґана 万葉仮名
- Хентайґана 変体仮名
- Джіндай моджі

Використання
- Фуріґана 振り仮名
- Окуріґана 送り仮名

Латиниця

Українська кирилиця
Ця стаття містить інформацію про систему письма японської мови та її історію. Загальні відомості про мову дивіться у статті Японська мова.
У сучасній японській мові використовуються три основні систем письма: запозичені з Китаю ієрогліфи канджі та дві японські силабічні абетки кана — хіраґана й катакана.
Часто в японському тексті зустрічаються латинські букви, які застосовуються для запису розповсюджених абревіатур (наприклад, DVD або CD) і інших цілей. Транслітерація японської мови латинськими буквами називається ромаджі й зустрічається у японських текстах рідко. Як числівники у текстах з горизонтальним направленням письма використовуються арабські цифри. Виключення якогось з перерахованих видів письма або заміна одного іншим у їхньому загальноприйнятому вживанні перетворює текст на важкодоступний.
Розглянемо приклад газетного заголовка, що містить у своєму записі всі види письма, зокрема й латинські літери та арабські цифри (заголовок з газети «Асахі Шімбун» від 19 квітня 2004 року). Ієрогліфи виділені червоним кольором, хіраґана — синім, катакана — зеленим, а ромаджі й арабські цифри — чорним:
ラドクリフ、マラソン五輪代表に１万ｍ出場にも含み
РАДОКУРІФУ, МАРАСОН горін дайхьо ні ічі-ман метору Шюцудзьо: ні мо фукумі.
«Редкліф, учасник олімпійського марафону, також виступить на дистанції 10 000 м.»
Нижче подані приклади деяких слів японської мови, що записуються різними системами письма:
| Ієрогліфи | Хіраґана | Катакана | Ромаджі | Українська     |
| --------- | -------- | -------- | ------- | -------------- |
| 私        | わたし   | ワタシ   | watashi | Я              |
| 金魚      | きんぎょ | キンギョ | kingyo  | Золота рибка   |
| 煙草      | たばこ   | タバコ   | tabako  | Тютюн, цигарки |

Сортування слів у японській мові відповідає порядку силабічних знаків кани, яка, на відміну від ієрогліфів, відповідає не за зміст, а звучання. Існує два основні способи сортування кани — сучасний годзюон («п'ятдесят звуків») і традиційний іроха. У словниках ієрогліфів слова сортуються за допомогою системи ключів.

## Ієрогліфи

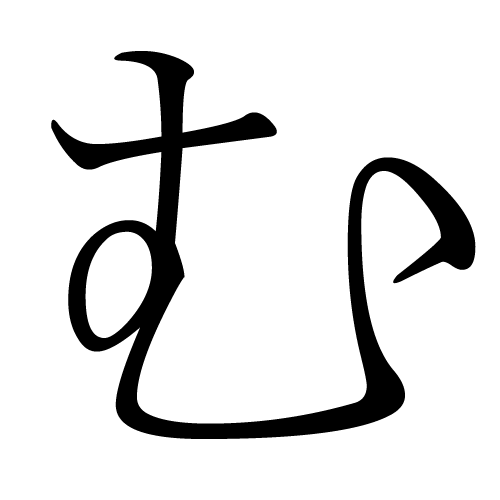
Знак хіраґани для силабу му

Ієрогліфи-канджі

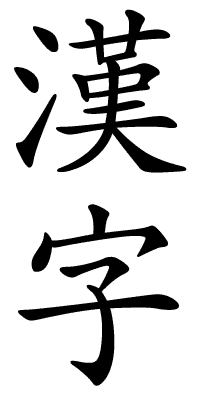
Китайські ієрогліфи для слова кандзі.

(漢字, «знаки (династії) Хань») — це китайські ієрогліфи, які використовуються в японській писемності, переважно для запису імен іменників, основ дієслів і прикметників, а також японських власних імен. Перші китайські тексти були завезені в Японію буддійськими ченцями з корейського королівства Пекче у 5 столітті. Сьогодні нарівні з китайськими знаками використовуються ієрогліфи, які були придумані японцями — так звані «національні знаки» кокуджі.
Залежно від того, яким шляхом ієрогліф потрапив до японської мови, його можуть використовувати для написання одного або різних слів, або, ще частіше, морфем. Тобто, один і той же знак має одне або кілька прочитань. Вибір прочитання ієрогліфа залежить від контексту, сполучення з іншими знаками, місцем у реченні. Деякі найбільш вживані ієрогліфи мають десять або більше різних прочитань. Прочитання, як правило, підрозділяються на онйомі (японська інтерпретація китайської вимови ієрогліфа) і кунйомі (японський смисловий переклад ієрогліфа). У власних іменах можуть траплятись дуже рідкісні прочитання. У сучасній письмовій мові активно використовується близько 3000 ієрогліфів. З них 1945 становлять необхідний мінімум, що викладають у школах.
Від ієрогліфів-канджі утворилися дві японські силабічні абетки кани — хіраґана і катакана.
 У Вікісховищі є сторінка із зображеннями Ієрогліфів
Хіраґана (平仮名) — силабічна абетка, кожний символ якої виражає одну мору (склад). Хіраґаною можна передати голосні звуки, складові сполучення й одну приголосну «н» (ん). Хіраґана використовується для слів, у записі яких відсутні ієрогліфи, включаючи частки й суфікси. Вона вживається у словах замість ієрогліфів у рідкісних випадках, коли передбачається, що читач не знає ієрогліфів або ці ієрогліфи невідомі самому автору написаного. Форми дієслів і прикметників (окуріґана) також записуються хіраґаною. Крім того, хіраґана використовується для запису фонетичних підказок для читання ієрогліфів — фуріґани.
Хіраґана походить від манйоґани — системи писемності, що виникла у 5—6 столітті, у якій японські слова записувалися схожими за звучанням китайськими ієрогліфами. Знаки хіраґани — це скорописний запис знаків манйоґани, тому символи цієї абетки мають округлі обриси. Раніше у японських текстах могли зустрічатися різні накреслення хіраґани для одного і того ж мори-складу, що походили від ієрогліфів з однаковим читанням, але після реформи 1900 року за кожною морою було закріплено один знак, а набір альтернативних накреслень став називатися хентайґаною, котра сьогодні має обмежену сферу застосування.
До середини 19 століття хіраґана вважалася жіночим письмом, оскільки жінкам ґрунтовна освіта була переважно недоступна. Японська жіноча література писалася переважно знаками цієї абетки. Хіраґану було популяризувано серед чоловічої частини населення після Другої світової війни американською окупаційною владою. У сучасній Японії книжки, написані лише хіраґаною, націлені насамперед на дошкільнят і іноземців, що вивчають японську мову.
 У Вікісховищі є сторінка із зображеннями Хіраґани

### Катакана

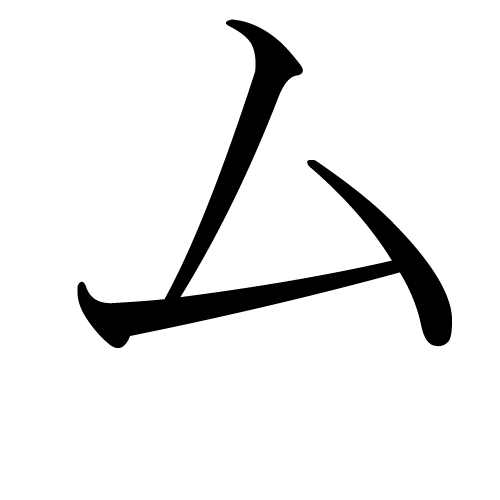
Знак катакани для силабу му

Катакана (片仮名) — інша силабічна абетка японської мови. Дозволяє озвучувати ті ж самі мори-склади, що і хіраґана. Використовується для запису слів, запозичених з мов, що не мають китайської ієрогліфічної писемності — ґайраґо, іноземних імен, а також ономатопей і науково-технічних термінів: назв рослин і тварин, деталей машин і т. ін. Також застосовується для надання тому чи іншому слову смислового наголосу.
Катакана була створена буддистськими ченцями на початку періоду Хей'ан на основі манйоґани. Її знаки використовувалася як фонетичні підказки (фуріґана) у китайських текстах. Наприклад, знак カ (ка) походить від лівої частини ієрогліфа 加 (ка, «додавати»). Почасти катакана відповідає системі ключів для ієрогліфів з однаковою вимовою. Символи катакани відносно прості та загострені. Деякі з них нагадують аналогічні знаки хіраґани, однак повна тотожність відсутня.
 У Вікісховищі є сторінка із зображеннями Катакани

## Ромаджі

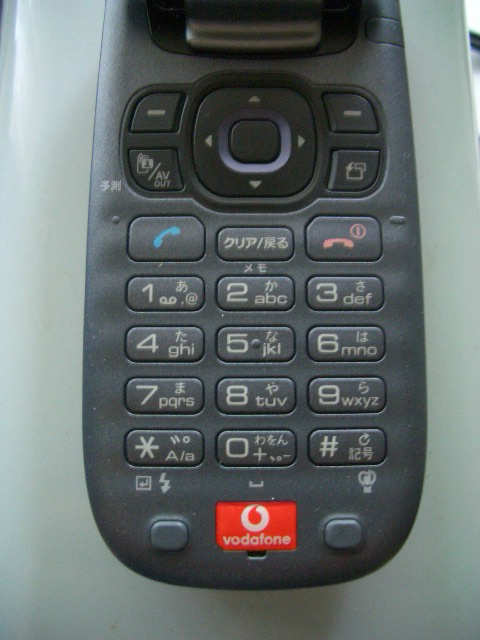
Клавіатура японського мобільного телефона з латинкою і хіраґаною.

Ромаджі (ローマ字, «римські букви») — запис японських слів латиницею. Використовується у підручниках японської мови для іноземців, у словниках, на залізничних і вуличних покажчиках. Японські назви й імена записуються за допомогою ромаджі, щоб їх могли прочитати іноземці: наприклад, у паспортах або візитних картках. За допомогою ромаджі записуються деякі абревіатури іноземного походження, наприклад DVD або CD. Широке застосування ромаджі має в області комп'ютерної техніки: наприклад, на клавіатурах часто застосовується метод уведення (IME) кани через ромаджі.
Існує декілька систем латинізації японської мови. Перша система латинізації японської базувалася на португальській мові і її абетці. Вона була розроблена приблизно у 1548 році японськими католиками. Після вигнання християн з Японії на початку 17 століття, ромаджі вийшла з ужитку. З середини 19 століття, разом із «відкриттям Японії» Заходу, виникли нові системи латинізації японської мови, преважно пристосовані для англійською мови. На сьогодні існує три основні системи ромаджі — система Гепберна, ніхон-шікі і кунрей-шікі.

## Напрямок письма
Традиційно в японській мові використовувався китайський вертикальний спосіб письма, татеґакі — знаки розташовані зверху вниз, а рядки-стовпці — справа наліво. Цей спосіб продовжує широко вживатися у художній літературі та газетах. У науково-технічній літературі найчастіше використовується європейський спосіб письма, йокоґакі — знаки ідуть зліва направо, а рядки — зверху вниз. Це пов'язане з тим, що в наукових текстах дуже часто доводиться вставляти іншомовні слова й фрази, або математичні формули. Досьогодні немає повноцінної підтримки вертикального письма у HTML.
Офіційно горизонтальне письмо європейського зразка зліва направо затверджено лише у 1959 році. До цього більшість текстів набиралися справа наліво. Проте навіть зараз можна зустріти горизонтальне письмо, знаки якого розміщені справа наліво. Таке написання є різновидом вертикального традиційного письма, в якому кожний стовпчик (рядок) складається всього з одного знака.
|  |  |

## Історія системи письма

### Раннє письмо
Теперішня японська система писемності походить приблизно з 4 століття, коли з Китаю до Японії було імпортоване ієрогліфічне письмо. Немає явних доказів того, що до появи китайських ієрогліфів у Японії існувала власна унікальна система письма. До поразки Японії в Другій світовій війні на державному рівні нав'язувалась ідея про те, що до 4 століття в Японії існувало декілька систем раннього письменства, які називалися вченими дзіндай модзі або камійо модзі (神代文字, «букви епохи богів»). Деякі знаки цього письма за формою нагадували руни, а деякі — корейський хангиль. Сьогодні загальновизнаною вважається думка про те, що всі ці види писемности були сфабриковані японськими науковцями під впливом націоналізму в 20 столітті. Приклади дзіндай модзі можна знайти на цьому японському сайті .
Спершу китайські ієрогліфи не використовувалися для запису текстів японською мовою. Ознакою освічености вважалося знання класичної китайської мови, тому всі тексти писалися китайською. Згодом з'явилася система канбун (漢文), яка використовувала китайські ієрогліфи і китайську граматику, але вже містила діакритичні знаки, які підказували послідовність ієрогліфів для читання їх японською мовою. Найдавніша історична хроніка Японії, «Кодзікі» (712), була написана канбуном. Сьогодні вивчення канбуну входить у шкільний курс японської мови в Японії.
Першим письмом для запису власне японської мови стала манйоґана (万葉仮名), у якій для запису японських слів використовувались ієрогліфи за їх фонетичним звучанням, а не смисловим значенням. Манйоґана традиційно вживалася для запису поетичних творів. Її назва походить від збірки поезії «Манйосю» (万葉集), яка була складена близько 759 року. Від цієї абетки беруть свій початок сучасні силабічні кани японської мови — хіраґана і катакана.
Разом з упровадженням китайської писемності, в Японію прийшли нові терміни й слова, японських еквівалентів яких не існувало. Ці слова вимовлялися приблизно за їхнім оригінальним китайським звучанням. Такі китайські прочитання одержали назву онйомі (音読み). Водночас існувала необхідність узгодити нові китайські ієрогліфічні знаки з уже наявними японськими термінами. Так утворилися кунйомі (訓読み) — прочитання ієрогліфів, які походили від суто японських слів.
У японській мові існувало багато синонімів, які склалися від власне японських слів і запозичених — китайських. Лінгвісти часто порівнюють процес адаптації китайського словника й писемности в японській мові з упливом французької мови на формування англійської після нормандського завоювання Англії. Сьогодні запозичені китайські слова часто застосовуються у формальному чи науковому контексті. У цьому вони подібні до європейських латинізмів.

### Реформування письма

#### Реставрація Мейдзі
Реформи періоду Мейдзі у другій половині 19 століття безпосередньо не стосувалися японської писемності, однак розпочався природний процес зміни мови, який був викликаний реформами освіти. Він вплинув на підвищення рівня грамотності в країні та характеризувався появою і запозиченням нових слів і термінів. Як результат, класична мова письма почала витіснятися з текстів розмовною мовою (явище генбун'ітті 言文一致). Компліментарність чинної системи писемності була очевидною, і наприкінці 19-го століття активно почали висуватися пропозиції про те, щоб скоротити кількість ієрогліфів, які перебували в обігу. Крім того, під впливом іноземних систем письма, переважно європейського походження, з'явилися пропозиції взагалі відмовитися від ієрогліфічного письма й перевести японську мову на силабічну абетку кану або латиницю ромадзі. Втім, такі проєкти не були схвалені громадськістю. Приблизно у той самий час у японській писемності було введено розділові знаки.
У 1900 році Міністерством освіти Японії були проведено три реформи, націлені на поліпшення якості освіти:
- Стандартизація абетки хіраґани й усунення з неї зайвих знаків застарілої абетки хентайґана (変体仮名);
- Обмеження списку ієрогліфів, що викладалися у школі, до 1200 знаків;
- Стандартизація прочитання кани й запису китайських прочитань ієрогліфів відповідно до сучасної вимови.

Якщо перші дві із цих реформ були, в основному, позитивно сприйняті суспільством, то остання була зустрінута вороже консерваторами й була скасована у 1908 році.

#### До Другої світової війни
Частковий провал реформ 1900 року, а також ріст націоналізму в Японії не дали провести які-небудь значні реформи писемності. До Другої світової війни не раз пропонувалося обмежити кількість ієрогліфів. Деякі видавництва і газети добровільно зменшили число знаків у своїх продукціях, одночасно збільшивши застосування фуріґани, однак ці ініціативи не зустріли підтримки уряду.

#### Повоєнний період
Після закінчення Другої світової війни й окупації Японії американськими військами було проведено кілька важливих реформ, які стосувалися японської писемності. Почасти це було зроблено під тиском окупаційної влади, але головною причиною слугувало те, що консерваторів, які раніше перешкоджали реформам, усунули від контролю над освітньою системою країни. Серед основних реформ можна назвати такі:
- Реформа вимови кани, згідно з якою за всіма символами обох силабічних абеток були закріплені прочитання близькі до сучасної розмовної мови, замінивши історичний правопис кани (1946 рік);
- Оприлюднення списку загальновживаних ієрогліфів тойо кандзі (当用漢字), який обмежив число ієрогліфів у шкільних підручниках, літературі і засобах масової інформації до 1.850 знаків, а також затвердив спрощені накреслення цих знаків (1946 рік);
- Оголошення списку ієрогліфів, обов'язкових для шкільної освіти (1949 рік);
- Видання додаткового списку ієрогліфів для імен і власних назв дзінмейо кандзі (人名用漢字), знаки з якого, разом з тими, що були включені до тойо кандзі, варто було вживати у іменах (1951 рік).

Приблизно в цей же час від радників окупаційного уряду надійшла пропозиція про повний перехід японської мови на ромадзі, однак її не підтримали багато фахівців, і така радикальна реформа проведена не була. Проте обов'язковим стало дублювати латиницею назви на залізничних і вуличних покажчиках.
Крім цього, традиційне для Японії горизонтальне направлення письма справа наліво було замінено на більше звичайне для європейських мов — зліва направо. Старий стиль письма зберігся на плакатах, рекламі, а також на правій стороні деяких транспортних засобів (у тому числі автомобілів і кораблів, де напис йшов від переднього краю до заднього).
Після закінчення терміну окупації, реформи не були скасовані, однак більшість їх були переглянуті. Заміна у 1981 списку тойо кандзі на список дзьойо кандзі (常用漢字), що містив уже 1.945 ієрогліфів, супроводжувалася переформулюванням — тепер знаки, які не ввійшли до цього списку не заборонялися, а лише не рекомендувалося використовувати. Крім того, Міністерство освіти перестало активно втручатися у реформу писемності, яка тим часом тривала. Наприклад, у 2004 році список іменних ієрогліфів дзінмейо кандзі був суттєво поповнений за указом Міністерства юстиції.

## Особливості письма
Японська писемність у багатьох випадках дозволяє при передачі інформації обійтися без введення нових слів і додаткових пояснень. Наприклад, ієрогліф 私 (ватасі або ватакусі) «я» може використовуватися чоловіками й жінками в офіційних документах і листах. Він не несе інформації про стать мовника. Проте слово ватасі записане хіраґаною わたし, в основному, використовується жінками у неформальних ситуаціях — у щоденнику або в листах одна до одної. Ватасі рідко записується катаканою ワタシ і майже ніколи — ромадзі, за винятком тих випадків, коли весь текст записаний ромадзі.
Сполучення ієрогліфів можуть також одержувати довільні прочитання з стилістичною метою за допомогою фуріґани. Наприклад, у повісті Нацуме Сосекі «П'ята ніч» автор використовує запис 接続って для слова цунаґатте — форми герундія «-те» дієслова цунаґару («з'єднувати»), який зазвичай записується як 繋がって або つながって.

## Розділові знаки і знаки повтору

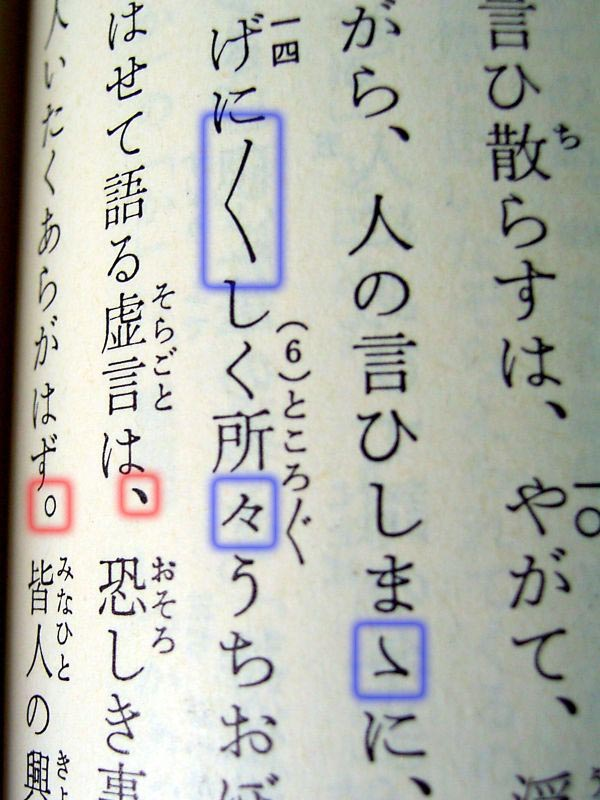
Різні розділові знаки і знаки повтору у старояпонському тексті.

До реставрації Мейдзі в японській мові розділові знаки не використовувалися. Виразних засобів писемності було досить для передачі питальних або окличних інтонацій. Наприклад, частка ка か, що стоїть наприкінці речення, робить його питальним, а частка йо よ — окличним. При передачі розмовної мови, у якій багато відмінкових і службових часток опускаються, розділові знаки зустрічаються частіше. Самі розділові знаки в японській писемності мають іншу форму й розмір, ніж європейські. Наприклад, крапка (。), кома (、) і парні лапки (「」) посідають місце цілого ієрогліфа.
Традиційно більш широко використовувалися знаки повтору. Щоб не писати два однакових ієрогліфи підряд, можна другий замінити знаком повтору одорідзі (踊り字, «танцюючий знак») — 々. Наприклад, слово «люди» (хітобіто) частіше записується як 人々, а не як 人人. До післявоєнних реформ писемності застосовувалися й інші знаки повтору: для окремих знаків кани або цілих груп. Іноді ці знаки дотепер застосовуються у вертикальному письмі.
Інший символ, який часто використовувався, це — ヶ (зменшений знак катакани ке). Він вимовляється як ка, коли вживається як показник кількості (наприклад, у сполученні 六ヶ月, роккаґецу, «шість місяців») або як ґа у топонімах (наприклад, у назві району Токіо Касуміґасекі (霞ヶ関)).